# (310273) Paulsmeyers
(310273) Paulsmeyers est un astéroïde de la ceinture principale.

## Description
(310273) Paulsmeyers est un astéroïde de la ceinture principale. Il fut découvert le 8 septembre 2004 à Uccle par Thierry Pauwels et Peter De Cat. Il présente une orbite caractérisée par un demi-grand axe de 2,30 UA, une excentricité de 0,18 et une inclinaison de 3,8° par rapport à l'écliptique.
Le nom de l'astéroïde a été choisi en guise d'hommage à l'astrophysicien belge Paul Smeyers.